# Maj-Britt Bergqvist
Maj-Britt Bergqvist (1917-1995) fue una deportista sueca que compitió en piragüismo en la modalidad de aguas tranquilas, ganadora la medalla de plata en el Campeonato Mundial de Piragüismo de 1938, en la prueba de K1 600 m.

## Palmarés internacional
| Campeonato Mundial | Campeonato Mundial | Campeonato Mundial | Campeonato Mundial |
| Año                | Lugar              | Medalla            | Evento             |
| ------------------ | ------------------ | ------------------ | ------------------ |
| 1938               | Vaxholm (Suecia)   | Medalla de plata   | K1 600 m           |